# Gradište
Gradište (maďarsky Gradistye) je hustě obydlené sídlo a správní středisko stejnojmenné opčiny v Chorvatsku ve Vukovarsko-sremské župě. Nachází se u břehu řeky Beravy (jedna ze zdrojnic Bosutu), asi 5 km severně od Županje, 16 km jihozápadně od města Vinkovci a asi 38 km jihozápadně od Vukovaru. V roce 2011 žilo v Gradišti 2 773 obyvatel. Opčina zahrnuje pouze jediné sídlo, a to Gradište.
Územím opčiny prochází státní silnice D55 a župní silnice Ž4170 a Ž4222. Jižně prochází dálnice A3, na níž se zde nachází exit 19.